# Sveriges folkräkning 1860
Sveriges folkräkning 1860 var den första folkräkningen i Sverige sedan grundandet av Statistiska centralbyrån. Folkräkningen registrerade 3 859 728 invånare, varav 1 874 399 män och 1 985 329 kvinnor.